# ビャクシン属
ビャクシン属（柏槇属、ビャクシンぞく、学名：Juniperus）は、ヒノキ科の針葉樹の1属。ネズミサシ属とも呼ばれる。
樹高は、ハイネズの様な低潅木からイブキの様な高木まで様々である。匍匐性の品種も見られる。樹皮は赤褐色で、縦方向に薄く長く剥がれる。葉は短く茎に密着し、互いによりあって葉の付いた枝は棒状の外見を持つ。時に針状の葉を持つ枝が見られ1本の木に混在する。雌雄異株で、他の針葉樹と違い乾果ではなく、漿果状の球果をつける。大部分は北半球に生育するが、プロセラビャクシンのみアフリカ大陸の大地溝帯沿いに生息する。
ビャクシン属のセイヨウネズの球果は杜松果（ジュニパーベリー）と呼ばれ、ジンの香りづけに使われる。中国では檜（桧）と書かれ、日本で見られるヒノキは大陸には分布していない。
バラ科ナシ亜科の果樹（梨、リンゴなど）の病害である赤星病の中間宿主となる。このため、梨の生産地では「なし赤星病防止条例」を制定してビャクシン属の栽培を規制している地方自治体もある。

## 主な種
ビャクシン属の主な種には下記のものがある。

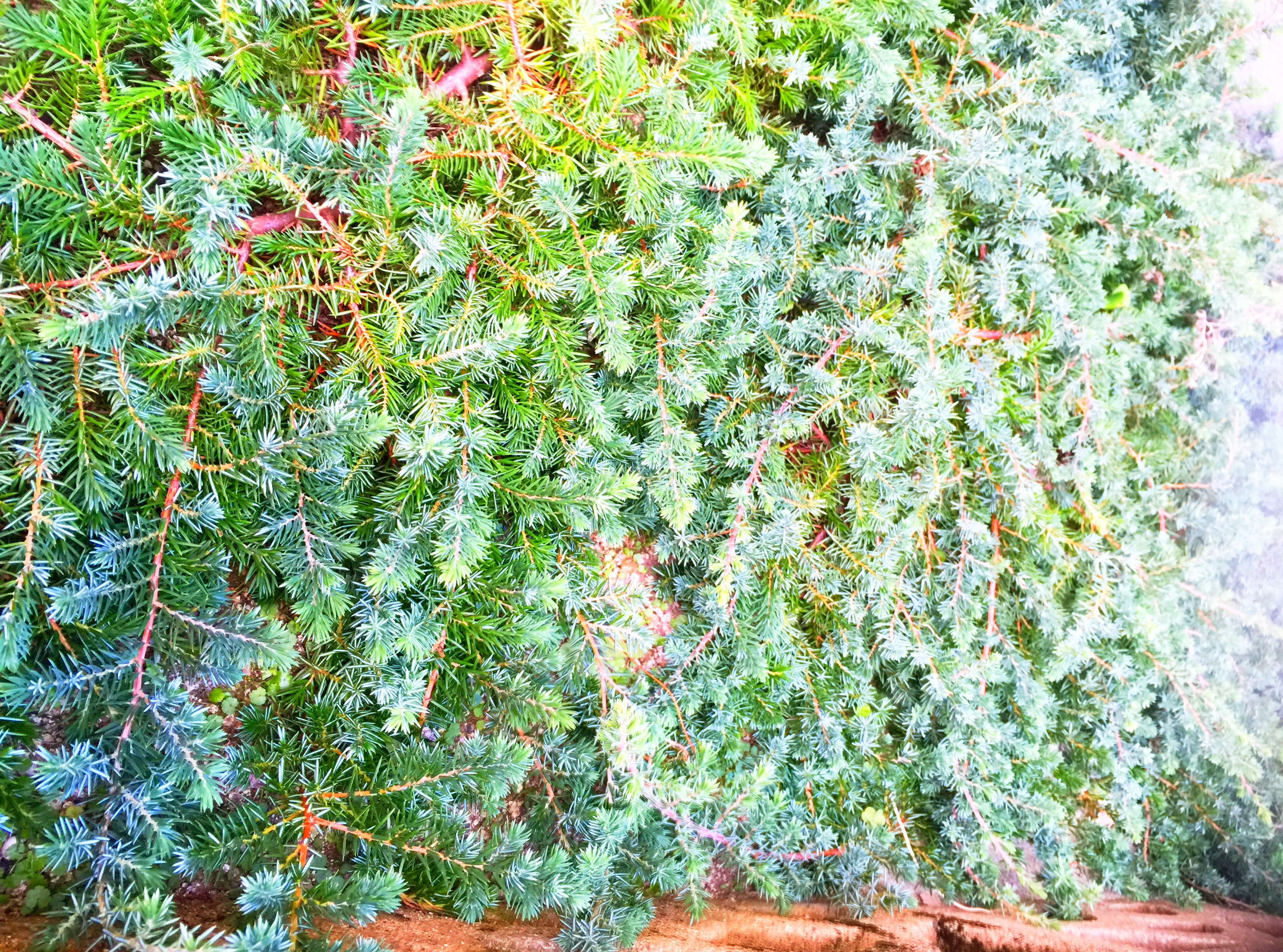
ハイズミの園芸種；ブルーパシフィック

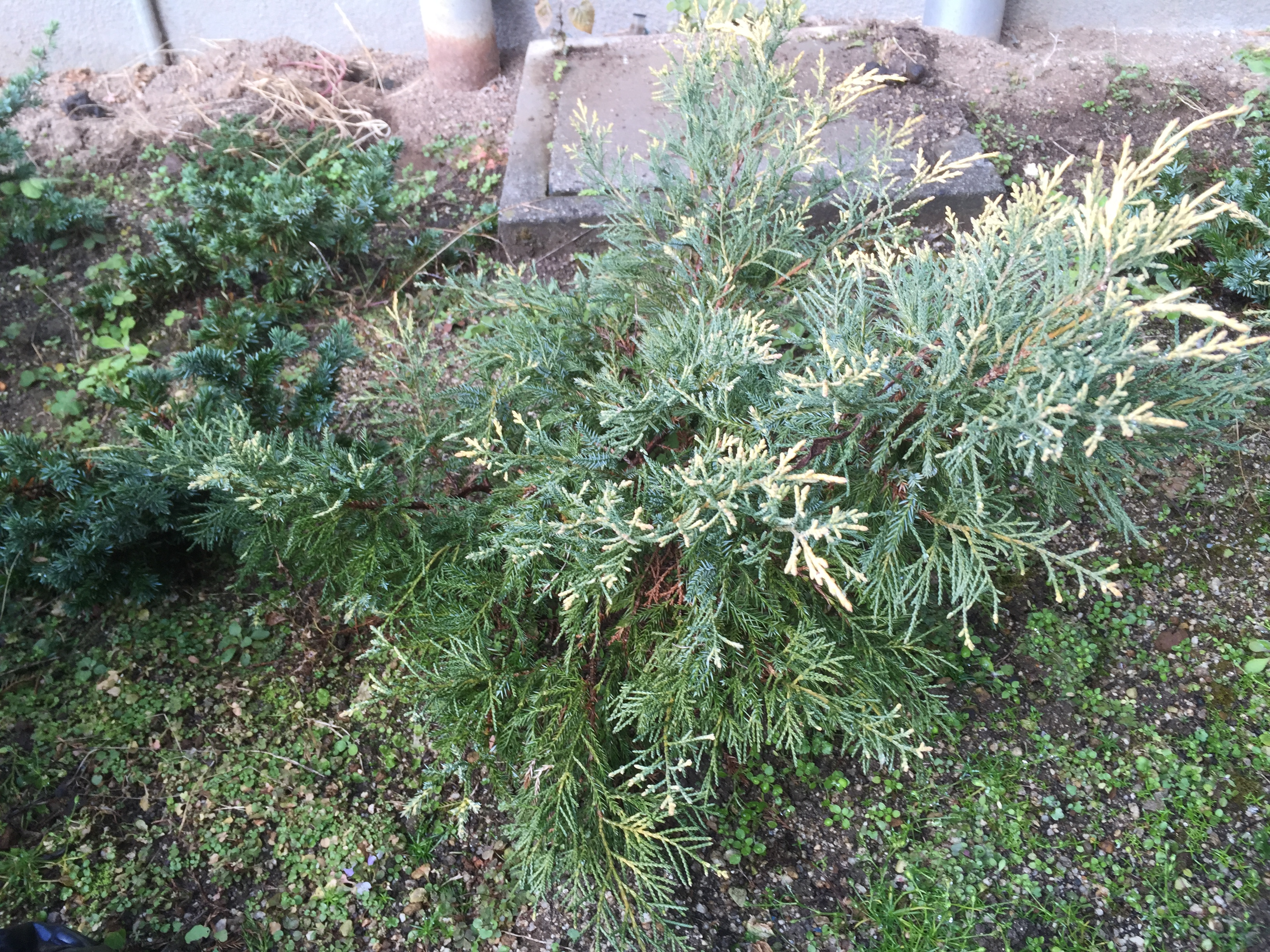
フィツェリアーナビャクシン‘オールドゴールド’

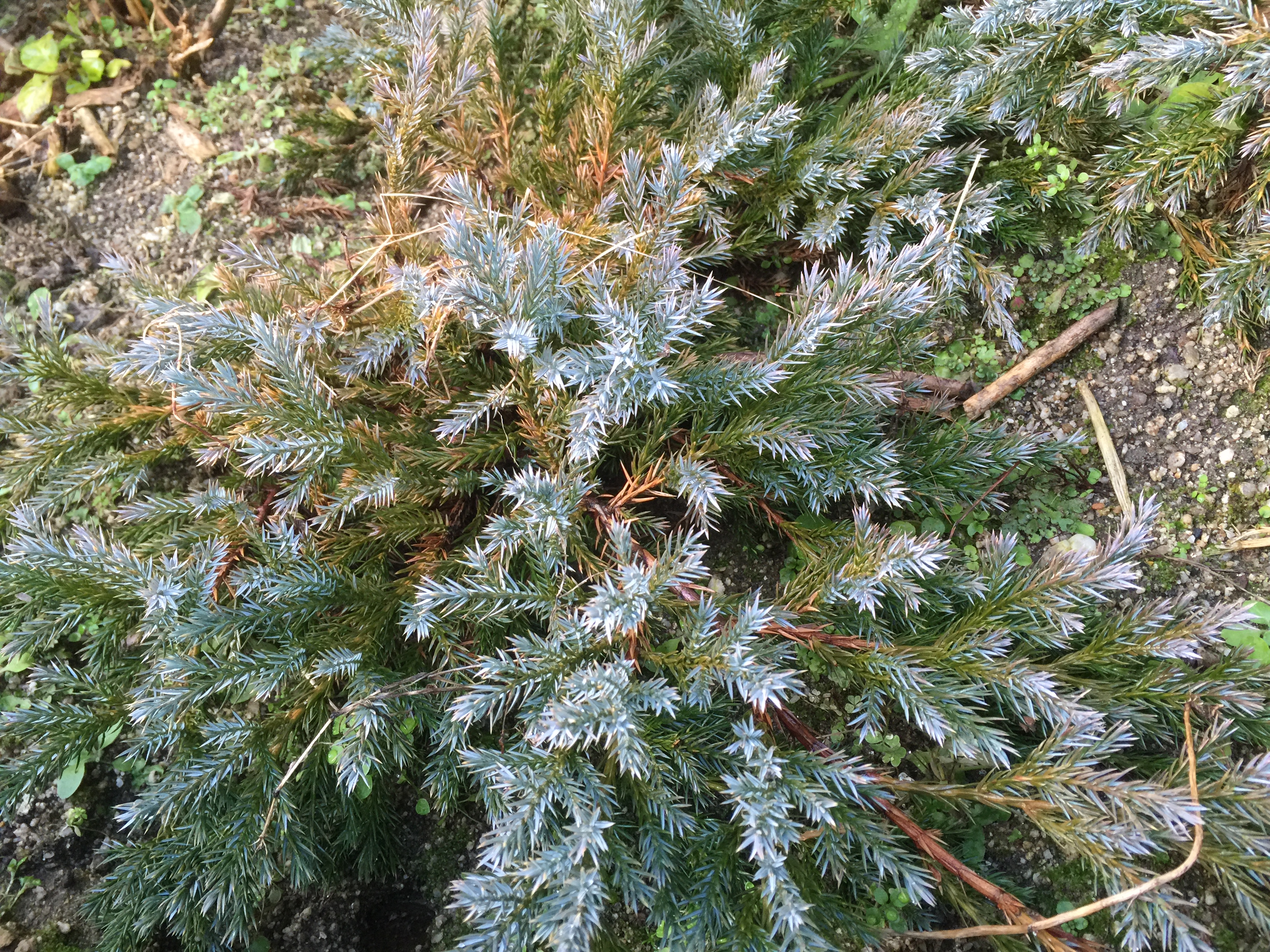
ハイビャクシン‘ソナレ'

- Juniperus chinensis イブキ（イブキビャクシン、ビャクシン）
  - var. chinensis
    - 'Aurea' キンイブキ
    - 'Globosa' タマイブキ
    - 'Kaizuka' カイヅカイブキ
    - 'Blaauw'
    - 'Grey Owl' グレイオウル
    - 'Plumosa Aurea' ピラミダス・オウレア
    - 'Pyramidalis' ピラミダス

  - var. procumbens ハイビャクシン（ソナレ、イワダレネズ）
  - var. sargentii ミヤマビャクシン（シンパク）
- Juniperus communis セイヨウネズ
  - var. hondoensis ホンドミヤマネズ
  - var. montana リシリビャクシン
  - var. nipponica ミヤマネズ
- Juniperus conferta ハイネズ
- Juniperus formosana タイワンビャクシン
- Juniperus oxycedrus ケードネズ
- Juniperus procera プロセラビャクシン （アフリカンジュニパー）
- Juniperus rigida ネズ（ネズミサシ、ムロ）
- Juniperus sabina サビナ
- Juniperus scopulorum コロラドビャクシン
- Juniperus squamata ニイタカビャクシン
- Juniperus taxifolia シマムロ（ヒデ）
  - var. lutchuensis オキナワハイネズ（オオシマハイネズ）
- Juniperus virginiana エンピツビャクシン
- Juniperus x pseudorigida オキアガリネズ
- Juniperus x pfitzeriana フィツェリアーナビャクシン
  - 'Old Gold' オールドゴールド

## ドイツ語表記
ドイツ語では、Wacholderと言うが、Quickholder、Queckholder、Weckholder、Reckholder、Rachholder、Räuchholder等多数の別称がある。Wacholder は 印欧語の「編む、織る、結ぶ」という意味の語根が基になっているドイツ語wickelnのグループに属していると思われるので、その「しなやかな枝が編み細工に適していたからといわれる」（喜多尾道冬・林捷）。 Quickholder、Queckholder の「quikもquekも「元気な、はつらつとしった」の意の形容詞」、Weckholderの「Weck-は動詞wecken「目ざめさせる、活気づかせる」の語幹」、「ReckholderのReck-は動詞recken「伸ばす、拡げる」からきており……その新芽をどこにでも出し、拡がっていくこと」をとらえ、「HolderはHolunder（ニワトコ）の縮小形である」。Räuchholder（直訳「いぶしニワトコ」）は、病人のいる部屋をいぶすのにこの木を燃やしたことからの命名であろうか。
グリム童話 のひとつが「柏槇の話」（Von dem Machandelboom；KHM 47）である。